# 吴回 (上古)
吴回（？—？），中国上古人物，颛顼的曾孙，称的孙子，老童的儿子，重黎的弟弟。
根据《史记・楚世家》记载，因为重黎（又名祝融）和共工作战，使共工头触不周山。于是帝喾杀了重黎，让吴回继承祝融的职位。吴回之子陆终有六个儿子：昆吾、参胡、彭祖、会人、曹安、季连。后代分为八个姓氏：己姓、斟姓、彭姓、妘姓、曹姓、禿姓、董姓、芈姓，即所谓的祝融八姓。
据安徽大学收藏安大简的记载，老童生有四个儿子分别是重、黎、吴和回，第二子黎生昆吾、参胡、彭祖、会人、晏安、季连六人，没有陆终一代。